# Sericoides germaini
Sericoides germaini är en skalbaggsart som beskrevs av Von Dalle Torre 1912. Sericoides germaini ingår i släktet Sericoides och familjen Melolonthidae. Inga underarter finns listade i Catalogue of Life.